# Ilha Sverdrup (mar de Kara)

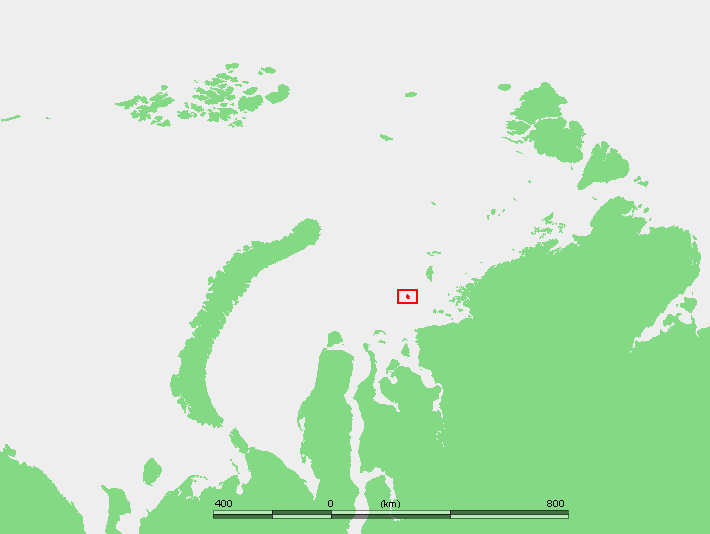
Localização da Ilha Sverdrup no mar de Kara

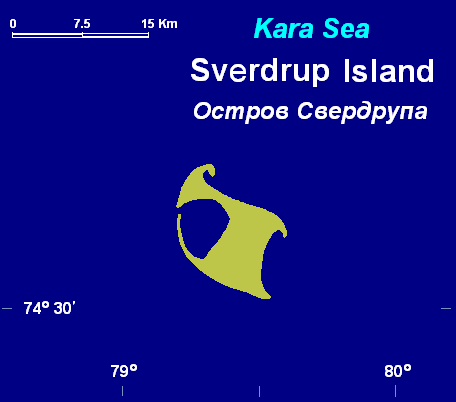

A ilha Sverdrup ou ilha Svordrup (em russo:  Остров Свердрупа) é uma ilha isolada na região sul do mar de Kara. Fica a 120 km a norte de Dikson, na costa da Sibéria. A terra mais próxima são as ilhas do Instituto Ártico, a cerca de 90 km a nordeste.
A ilha é coberta por tundra e vegetação. e tem uma baía extensa virada para oeste. Tem cerca de 15 km de comprimento e uma largura máxima de 10 km. O mar que circunda a ilha está coberta por bancos de gelo e tem a presença de polínias no Inverno.

## Administração
A ilha Sverdrup pertence a divisão administrativa de Krasnoyarsk Krai da Rússia. Também faz parte da Reserva Natural do Grande Estado do Árctico – a maior reserva natural da Rússia e uma das maiores do mundo.